# 66 Maja
66 Maja (in italiano 66 Maia) è un piccolo e scuro asteroide della fascia principale.
Maja fu scoperto da Horace Parnell Tuttle il 9 aprile 1861 (la data del 10 aprile, riportata da alcune autorità, è quella civile) grazie al telescopio da quattro pollici dell'Harvard College Observatory a Cambridge (Massachusetts, USA); venne battezzato così in onore di Maia, nella mitologia greca una delle Pleiadi, su suggerimento di Josiah Quincy III, ex presidente dell'Università di Harvard.